# Pierre-Michel-Bernardin Saglio
Pour les articles homonymes, voir Saglio (homonymie).
Pour les autres membres de la famille, voir Famille Saglio.
Pierre-Michel-Bernardin Saglio (29 août 1759, Haguenau - 10 juillet 1849, Walbourg), est un homme politique français.

## Biographie
Frère de Florent Saglio, il est industriel et propriétaire à Walbourg, et fut élu, le 22 août 1815, député du grand collège du Bas-Rhin. Il prit place dans la minorité libérale avec laquelle il vota silencieusement. Il quitta la vie politique à la dissolution de la Chambre introuvable.